# Lijst van oorlogsmonumenten in Alkmaar
De Nederlandse gemeente Alkmaar heeft 7 oorlogsmonumenten. Hieronder een overzicht.
| Nr.  | Object                           | Herdachte groep                                  | Ontwerper                                                   | Onthulling      | Type            | Locatie                               | Plaats      | Coördinaten                   | Foto                             |
| ---- | -------------------------------- | ------------------------------------------------ | ----------------------------------------------------------- | --------------- | --------------- | ------------------------------------- | ----------- | ----------------------------- | -------------------------------- |
|      | Herdenkingssteen Paardenmarkt    | Slachtoffers Spaanse stormloop                   |                                                             | 2015            | Reliëf          | Paardenmarkt                          | Alkmaar     | 52° 38' 2" NB, 4° 44' 43" OL  | Herdenkingssteen Paardenmarkt    |
| 51   | Plaquette op de R.K. kerk        | militairen in dienst van het Ned. Kon. 1940-1945 |                                                             |                 | plaquette       | Nassaulaan 2, 1815 GK                 | Alkmaar     | 52° 37' 52" NB, 4° 44' 25" OL | Plaquette op de R.K. kerk        |
| 54   | Christus Koning                  | algemeen                                         | Henk Etienne                                                |                 | beeld/sculptuur | Nassaulaan 2, 1815 GK                 | Alkmaar     | 52° 37' 52" NB, 4° 44' 25" OL | Christus Koning                  |
| 1239 | De Stedemaagd                    | burgerslachtoffers, verzet Nederland             | Jeanne Kouwenaar-Bijlo                                      | 29 april 1950   | beeld/sculptuur | Harddraverslaan, 1815 JB              | Alkmaar     | 52° 37' 34" NB, 4° 44' 10" OL | De Stedemaagd                    |
| 2285 | Plaquette in het NS-station      | burgerslachtoffers                               | ir. H.G.J. Schelling (ontwerp), H.J. Winkelman (uitvoering) | 29 oktober 1947 | plaquette       | Stationsweg 47, 1815 CB               | Alkmaar     | 52° 38' 15" NB, 4° 44' 22" OL | Plaquette in het NS-station      |
| 3753 | Gevelsteen aan de Bierkade       | vervolgden Nederland                             |                                                             |                 | gedenksteen     | Bierkade 15, 1811NJ                   | Alkmaar     | 52° 37' 44" NB, 4° 45' 18" OL | Gevelsteen aan de Bierkade       |
| 662  | Oorlogsmonument                  | burgerslachtoffers                               | fa. 'Holland'                                               |                 | reliëf          |                                       | De Rijp     | 52° 33' 39" NB, 4° 49' 51" OL | Oorlogsmonument                  |
| 402  | Monument aan de Noordervaart     | burgerslachtoffers, verzet Nederland             | S.M. Douma                                                  |                 | zuil            | Noordervaart 122, 1841 JC             | Stompetoren | 52° 36' 42" NB, 4° 49' 11" OL | Monument aan de Noordervaart     |
| 4226 | Gevelsteen aan het Kwekerpad     | burgerslachtoffers                               |                                                             |                 | gedenksteen     | Kwekerpad, nabij 15                   | Alkmaar     | 52° 37' 40" NB, 4° 44' 55" OL | Gevelsteen aan het Kwekerpad     |
|      | Holocaustmonument                | burgerslachtoffers                               | Niko Hoebe                                                  | september 2023  | beeld/sculptuur | Stationsplein                         | Alkmaar     |                               |                                  |
|      | Oorlogsgraven van het Gemenebest | geallieerde militairen                           |                                                             |                 | grafmonument    | Algemene Begraafplaats, Westerweg 250 | Alkmaar     | 52° 37' 40" NB, 4° 43' 47" OL | Oorlogsgraven van het Gemenebest |
|      | Stolpersteine                    | vervolgden Nederland.                            |                                                             |                 | relief          |                                       | Alkmaar     |                               |                                  |

Aalsmeer ·
Alkmaar ·
Amstelveen ·
Amsterdam ·
Bergen ·
Beverwijk ·
Blaricum ·
Bloemendaal ·
Castricum ·
Den Helder ·
Diemen ·
Dijk en Waard ·
Drechterland ·
Edam-Volendam ·
Enkhuizen ·
Gooise Meren ·
Haarlem ·
Haarlemmermeer ·
Heemskerk ·
Heemstede ·
Heiloo ·
Hilversum ·
Hollands Kroon ·
Hoorn ·
Huizen ·
Koggenland ·
Landsmeer ·
Laren ·
Medemblik ·
Oostzaan ·
Opmeer ·
Ouder-Amstel ·
Purmerend ·
Schagen ·
Stede Broec ·
Texel ·
Uitgeest ·
Uithoorn ·
Velsen ·
Waterland ·
Weesp ·
Wijdemeren ·
Wormerland ·
Zaanstad ·
Zandvoort